# イングリッシュ・ポインター
イングリッシュ・ポインターは、犬の品種のひとつ。単にポインターと言えば、この犬種を指すことが多い。

## 歴史
17世紀に成立したこの犬種は、ウサギを見つけるように訓練されてきた。ポインターがウサギを見つけてポイントすると、グレーハウンドがウサギを狩るのである。さらに以前には、ポインターが見つけた獲物を人間が殺し、レトリーバーに回収させるといった使われ方もしていた。
16～17世紀に大陸からイングランドにもたらされたスパニッシュ・ポインターを元に作出されたとされる。

## 特徴
- 体高60～70cm、体重20～30kgの中型犬。
- 利発・敏感で辛抱強く、行動的・運動好きな性格。
- 光沢のある短毛。
- 耳の長さは中くらいで、頬に接する。
- 傾斜した長い首。
- 幅広い胸。
- 突起した後頭骨。